# Geister Rikscha
Geister Rikscha is een grotendeels ondergrondse darkride in het Duitse attractiepark Phantasialand in het themagebied China Town en is daarom gebouwd in Chinese stijl.
Geister Rikscha is ontworpen en gebouwd door Anton Schwarzkopf en Phantasialand, en opende op 5 juni 1981. Het transportsysteem van de attractie is een eindeloze trein van draaibare wagens; ook wel doombuggies genoemd. De decoratie met animatronics werd door het Duitse bedrijf Heimotion geproduceerd. Het traject heeft een lengte van 250 meter en wordt in acht minuten afgelegd. Dit betekent dat de snelheid gemiddeld 1,9 km/u is.

## Afbeeldingen

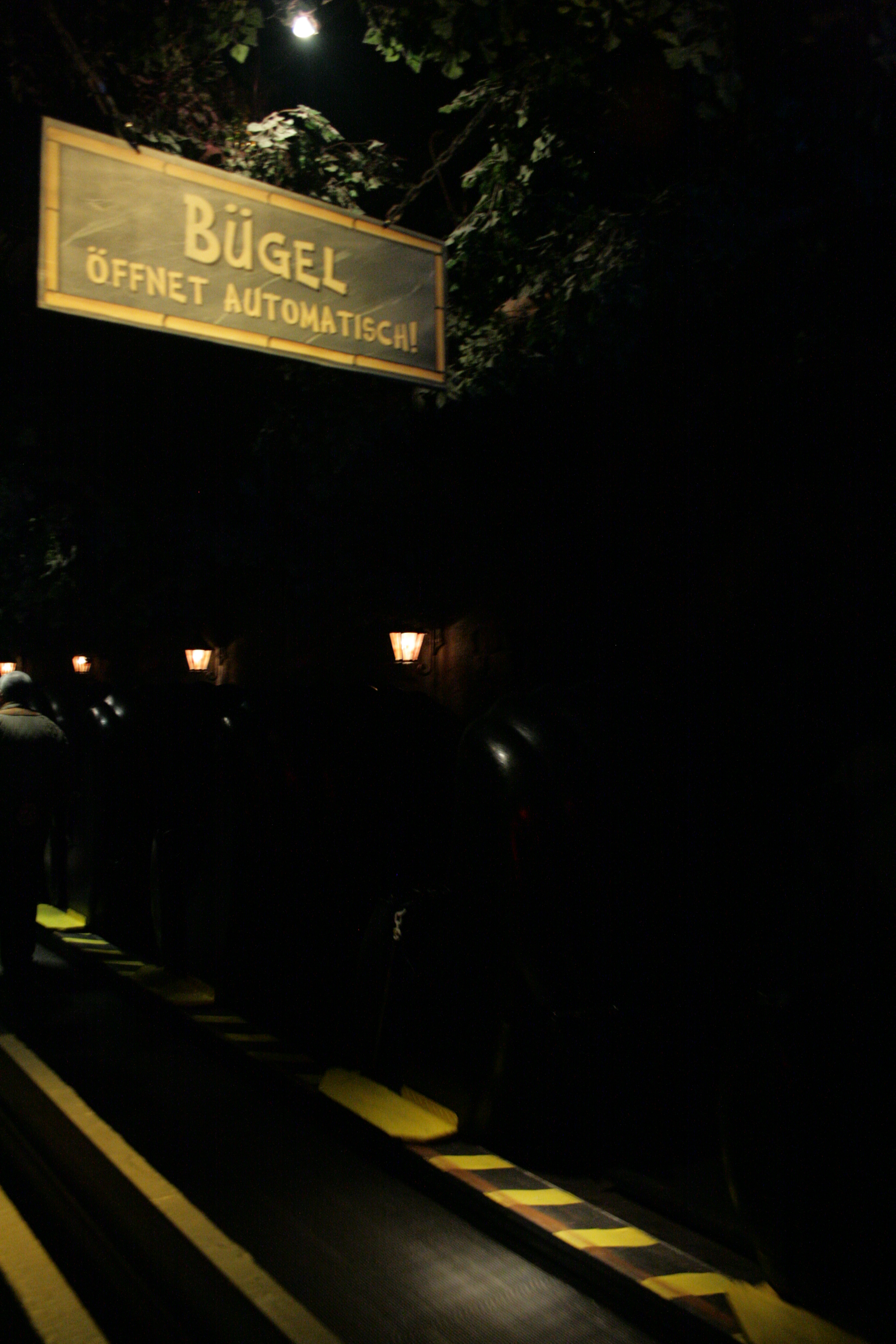
Station
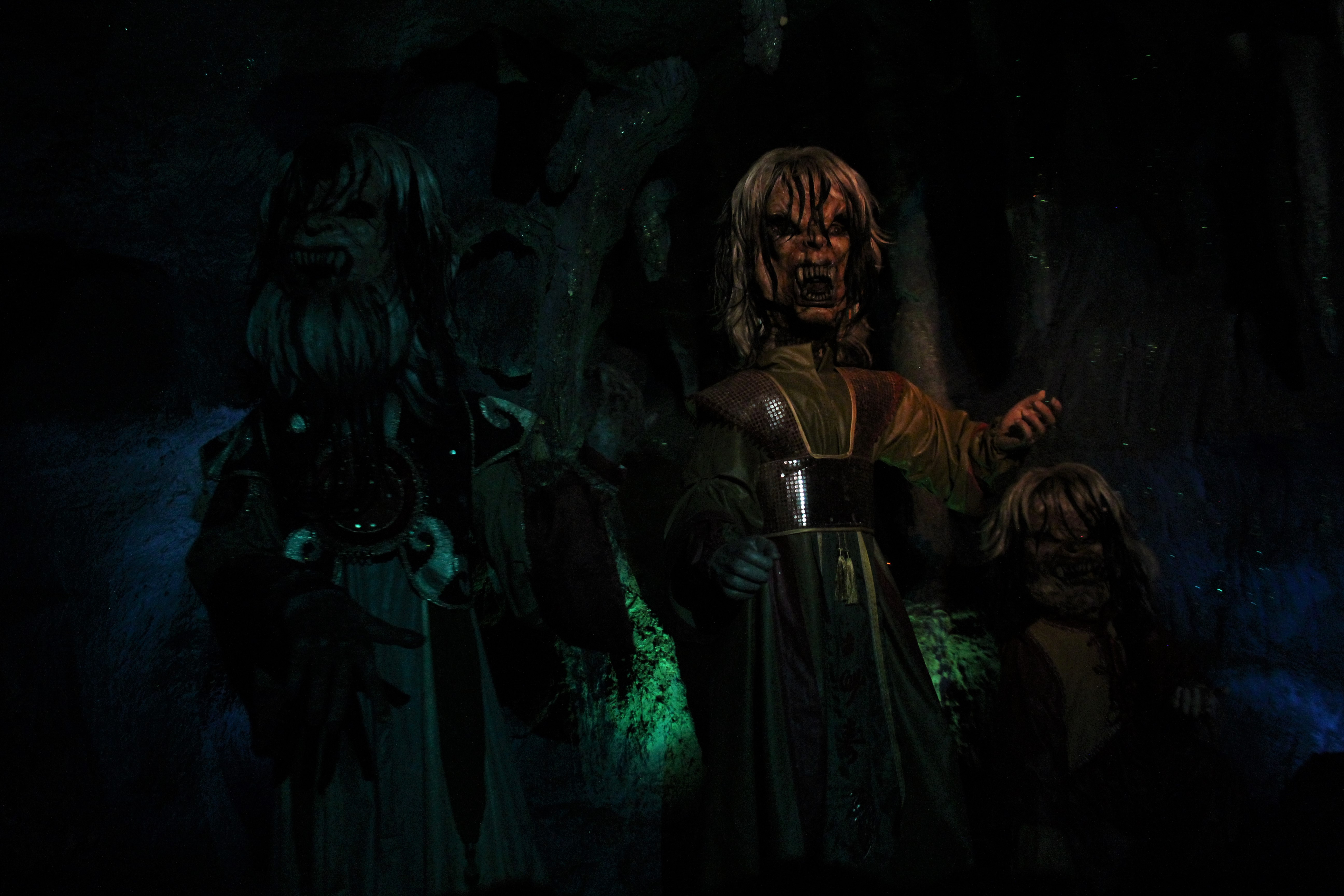
Een van de Scènes in Geister Rikscha
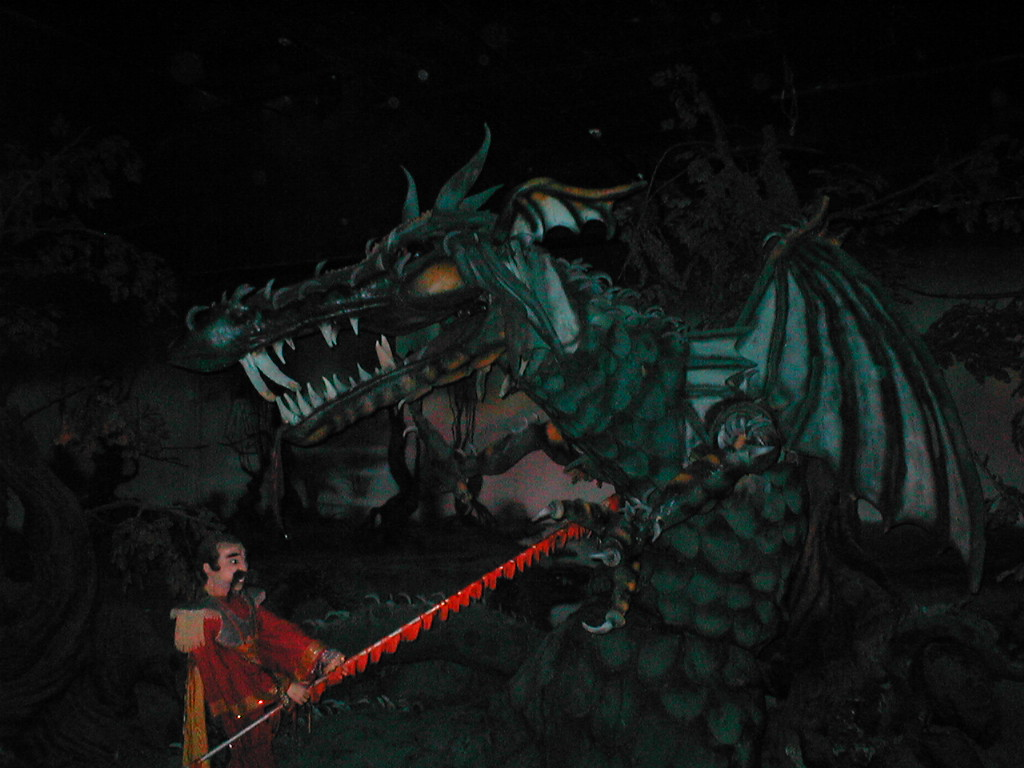
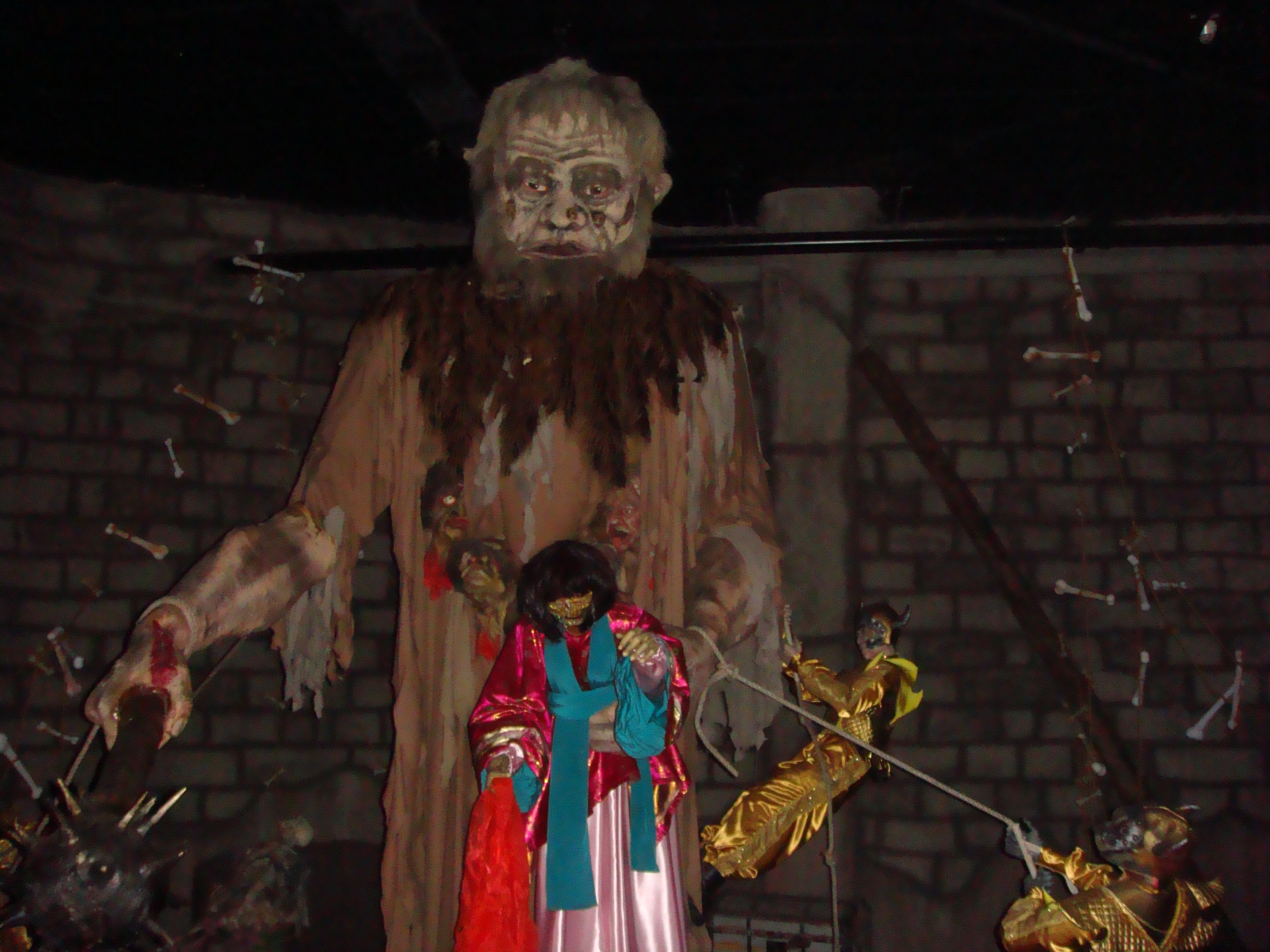
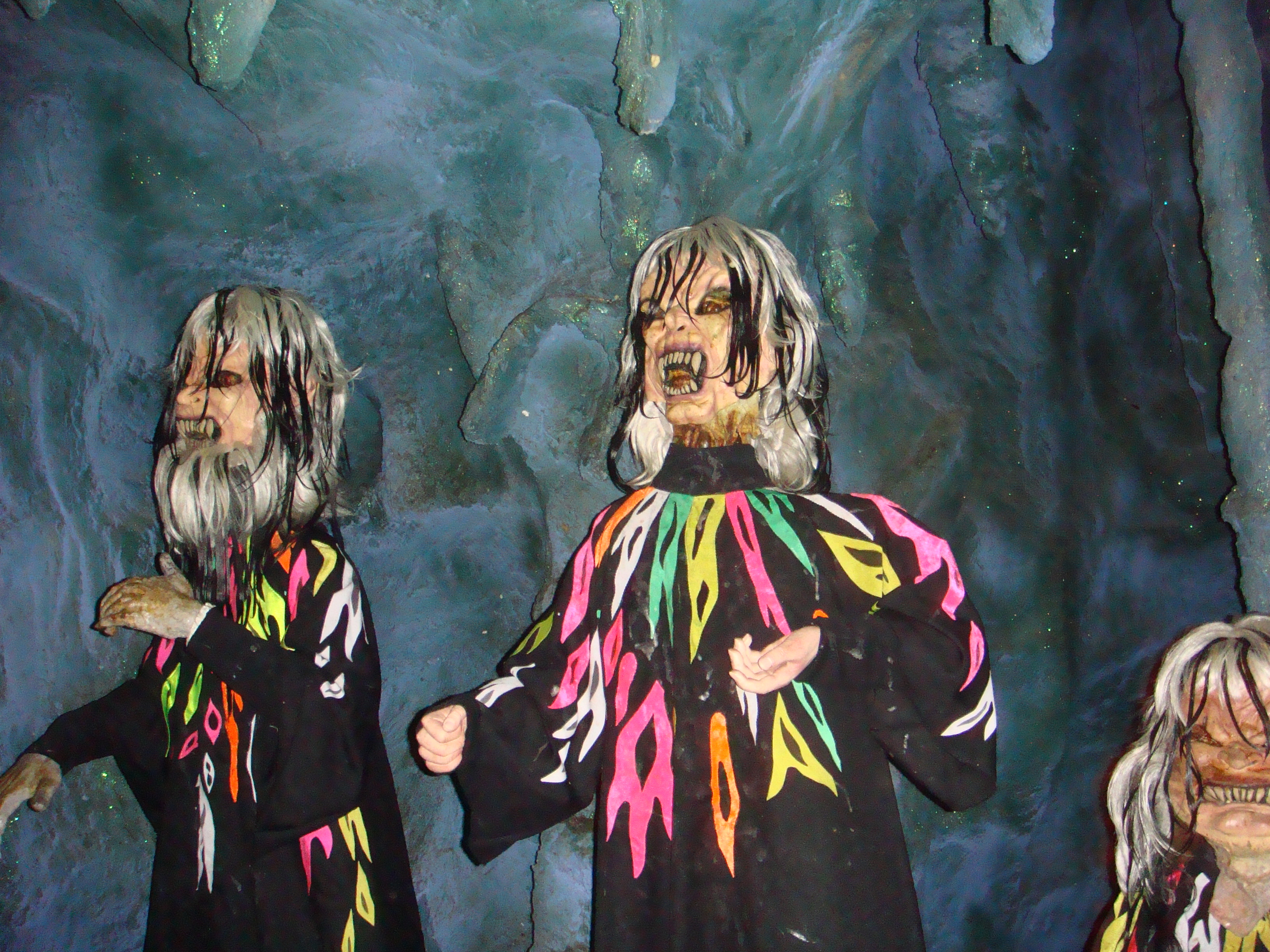